# Liste der Biografien/Nap
Liste der Biografien |
Portal Biografien |
Personensuche
# |
A |
B |
C |
D |
E |
F |
G |
H |
I |
J |
K |
L |
M |
N |
O |
P |
Q |
R |
S |
T |
U |
V |
W |
X |
Y |
Z |
?
 
Na |
Nb |
Nc |
Nd |
Ne |
Nf |
Ng |
Nh |
Ni |
Nj |
Nk |
Nl |
Nm |
Nn |
No |
Nr |
Ns |
Nt |
Nu |
Nv |
Nw |
Nx |
Ny |
Nz
 
Naa |
Nab |
Nac |
Nad |
Nae |
Naf |
Nag |
Nah |
Nai |
Naj |
Nak |
Nal |
Nam |
Nan |
Nao |
Nap |
Naq |
Nar |
Nas |
Nat |
Nau |
Nav |
Naw |
Nax |
Nay |
Naz
Die Liste der Biografien führt alle Personen auf, die in der deutschsprachigen Wikipedia einen Artikel haben. Dieses ist eine Teilliste mit 143 Einträgen von Personen, deren Namen mit den Buchstaben „Nap“ beginnt.

## Nap

### Napa
- Napaattooq, Jens (* 1966), grönländischer Politiker (Naleraq)
- Napalkow, Gari Jurjewitsch (* 1948), sowjetischer Skispringer
- Napat Thamrongsupakorn (* 1987), thailändischer Fußballspieler
- Napat Thongnak (* 2005), thailändischer Fußballspieler
- Napattanawat Kuiram (* 1999), thailändischer Fußballspieler

### Nape
- Nape, Jeffrey († 2016), papua-neuguineischer Politiker
- Näpel, Britta (* 1966), deutsche Dressurreiterin im Behindertensport
- Napel, Sigrid ten (* 1993), niederländische Schauspielerin
- Naperotić, Elena (* 2001), kroatische Sängerin
- Napes, Jimmy (* 1984), britischer Songwriter, Musikproduzent und Sänger
- Napeta, Emmanuel Bernardino Lowi (* 1973), südsudanesischer Geistlicher, römisch-katholischer Bischof von Torit

### Napf
- Napf, Karl (* 1942), deutscher Autor

### Naph
- Naphat Chumpanya (* 2007), thailändischer Fußballspieler
- Naphat Deeprasert (* 1996), thailändischer Fußballspieler
- Naphat Jaruphatphakdee (* 1995), thailändischer Fußballspieler
- Naphat Rajanpan (* 2004), thailändischer Fußballspieler
- Naphen, Henry F. (1852–1905), US-amerikanischer Politiker
- Naphtali, Fritz (1888–1961), deutscher Kaufmann, Wirtschaftsjournalist, Sozialdemokrat und Gewerkschafter, später israelischer Finanzminister

### Napi
- Napier, Alan (1903–1988), britischer Theater- und Filmschauspieler
- Napier, Arthur Sampson (1853–1916), britischer Philologe
- Napier, Bill (1926–2003), US-amerikanischer Jazzmusiker
- Napier, Bill (* 1940), britischer Asteroidenforscher
- Napier, Charles (1936–2011), US-amerikanischer Schauspieler und SynchronsprecherCharles Napier (1936–2011)

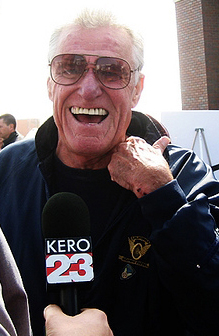
Charles Napier (1936–2011)

- Napier, Charles James (1782–1853), britischer General, Oberbefehlshaber der Truppen der Britisch-Ostindischen-Handelsgesellschaft
- Napier, Charles John (1786–1860), britischer Admiral
- Napier, Diana (1905–1982), britische Schauspielerin bei Bühne und Film
- Napier, Francis, 10. Lord Napier (1819–1898), britischer Peer, Diplomat und Kolonialbeamter
- Napier, George Thomas (1784–1855), britischer Generalleutnant und Kolonialgouverneur
- Napier, James (* 1982), neuseeländischer Schauspieler
- Napier, Jessica (* 1979), neuseeländische Schauspielerin
- Napier, John (1550–1617), schottischer Mathematiker
- Napier, John (* 1986), US-amerikanischer Bobsportler
- Napier, John Light (* 1947), US-amerikanischer Jurist und Politiker
- Napier, John Russell (1917–1987), britischer Arzt, Zoologe, Paläoanthropologe und einer der Begründer der modernen Primatologie
- Napier, Marita (1939–2004), südafrikanische Opernsängerin (Sopran)
- Napier, Mark (* 1957), kanadischer Eishockeyspieler und -trainer
- Napier, Marshall (1951–2022), neuseeländischer Schauspieler
- Napier, Nigel, 14. Lord Napier (1930–2012), britischer Offizier und Adliger
- Napier, Oliver (1935–2011), nordirischer Politiker
- Napier, Prudence Hero (1916–1997), britische Primatologin und Sachbuchautorin
- Napier, Robert, 1. Baron Napier of Magdala (1810–1890), britischer Feldmarschall
- Napier, Russell (1910–1974), australischer Schauspieler
- Napier, Shabazz (* 1991), US-amerikanischer BasketballspielerShabazz Napier (* 1991)

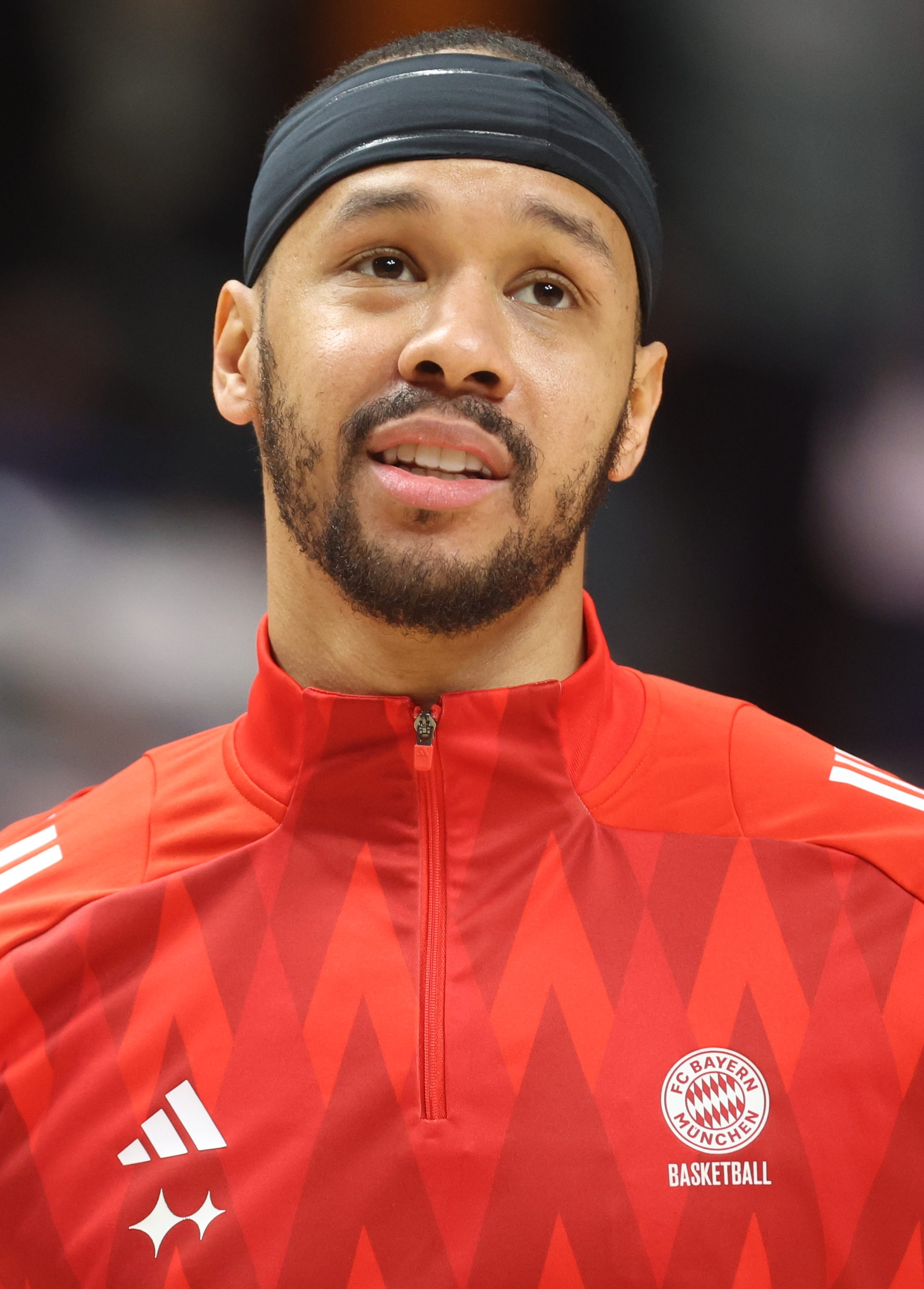
Shabazz Napier (* 1991)

- Napier, Sheena, britische Kostümbildnerin
- Napier, Simon (1939–1990), britischer Herausgeber von Blues-Zeitschriften und Labelbetreiber
- Napier, Sue (1948–2010), australische Politikerin
- Napier, Susan J. (* 1955), US-amerikanische Japanologin
- Napier, Wilfrid Fox (* 1941), südafrikanischer Ordensgeistlicher, römisch-katholischer Erzbischof von Durban
- Napier, William Ewart (1881–1952), US-amerikanischer Schachmeister englischer Herkunft
- Napier, William Francis Patrick (1785–1860), britischer Generalleutnant
- Napier, William, 13. Lord Napier (1900–1954), britischer Offizier und Adliger
- Napier, William, 9. Lord Napier (1786–1834), britischer Politiker und Diplomat
- Napier-Bell, Simon (* 1939), britischer Musikmanager, Produzent, Komponist und Autor
- Napierała, Bolesław (1909–1976), polnischer Radsportler
- Napierała, Piotr (* 1982), polnischer Historiker
- Napierała, Stanisław (* 1936), römisch-katholischer Bischof
- Napieralski, Adam (1861–1928), polnischer Zeitungsverleger und Politiker, MdR
- Napieralski, Bernard (1861–1897), polnischer Chemiker
- Napieralski, Grzegorz (* 1974), polnischer Politiker
- Napiere, Eliseo (* 1965), philippinischer römisch-katholischer Ordensgeistlicher, Superior von Funafuti
- Napierkowska, Stacia (1891–1945), französische Ballett- und Varieté-Tänzerin und Filmschauspielerin
- Napierska, Violetta (1900–1985), deutsch-italienische Tänzerin und Filmschauspielerin
- Napierski, Stefan (1899–1940), polnischer Dichter, Übersetzer und Essayist jüdischer Herkunft
- Napiersky, Karl Eduard von (1793–1864), livländischer Literaturhistoriker
- Napiersky, Leonhard von (1819–1890), deutschbaltischer Historiker in Livland
- Napiórkowski, Remigiusz (* 1936), polnischer Schriftsteller
- Napir-Asu, elamitische Königin
- Napiriša-untaš, König von Elam

### Napl
- Naples, Nancy A. (* 1948), US-amerikanische Soziologin und Hochschullehrerin

### Napn
- Napnenko, Jewhen (* 1988), ukrainischer Eishockeytorwart

### Napo
- Napo, Bamab (* 1984), togolesische Sprinterin
- Napoleão, Alfredo (1852–1917), portugiesischer und brasilianischer Komponist und Pianist
- Napoleão, Arthur (1843–1925), portugiesisch-brasilianischer Pianist und Komponist
- Napoleão, Juventina (* 1988), osttimoresische Marathonläuferin und Olympiateilnehmerin
- Napoleon III. (1808–1873), französischer Staatspräsident, Kaiser der FranzosenNapoleon III. (1808–1873)

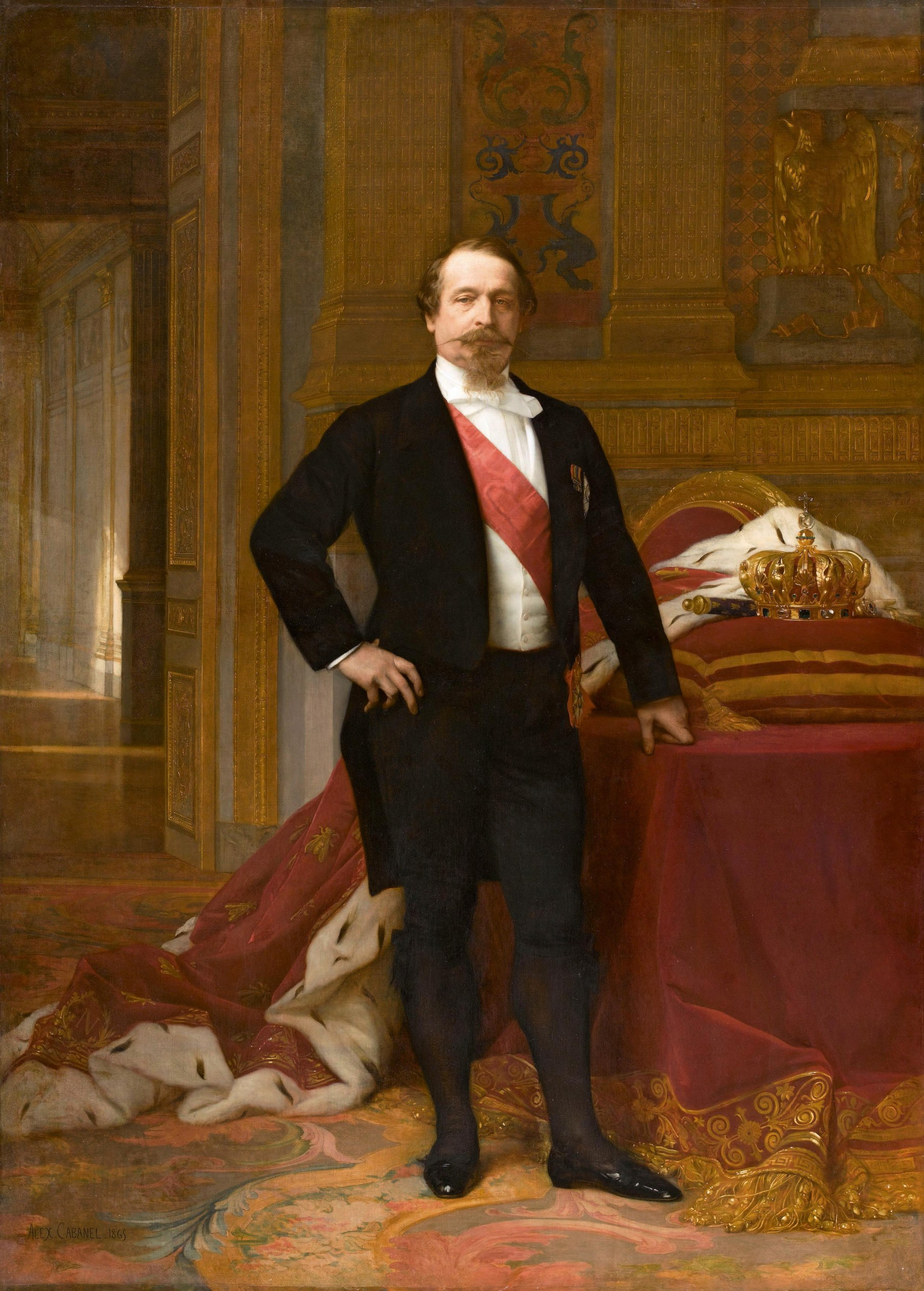
Napoleon III. (1808–1873)

- Napoleon XIV (1938–2023), US-amerikanischer Musikproduzent
- Napoléon, Jean-Christophe (* 1986), französischer Manager
- Napoléon, Louis (1914–1997), französisches Oberhaupt der Familie Bonaparte
- Napoleon, Marty (1921–2015), US-amerikanischer Pianist und Bandleader des Oldtime Jazz und Swing
- Napoleon, Phil (1901–1990), US-amerikanischer Jazz-Trompeter und Bandleader
- Napoleon, Randy (* 1977), amerikanischer Jazzgitarrist
- Napoleon, Teddy (1914–1964), US-amerikanischer Jazz-Pianist
- Napoleoni, Loretta (* 1955), italienische Journalistin und politische Analystin
- Napoleoni, Stefano (* 1986), italienischer Fußballspieler
- Nápoles, Cristian (* 1998), kubanischer Leichtathlet
- Nápoles, Eduardo (* 1997), kubanischer Stabhochspringer
- Nápoles, Gustavo (* 1973), mexikanischer Fußballspieler
- Nápoles, José (1940–2019), kubanischer Boxer
- Napoletano, Antonio (1937–2019), italienischer Ordensgeistlicher und römisch-katholischer Bischof von Sessa Aurunca
- Napoletano, Filippo († 1629), italienischer Maler
- Napoletano, Pasqualina (* 1949), italienische Politikerin, MdEP
- Napoli, Donna Jo (* 1948), US-amerikanische Linguistin und Schriftstellerin
- Napoli, Francesco (* 1962), italienischer Sänger, Gitarrist und PianistFrancesco Napoli (* 1962)

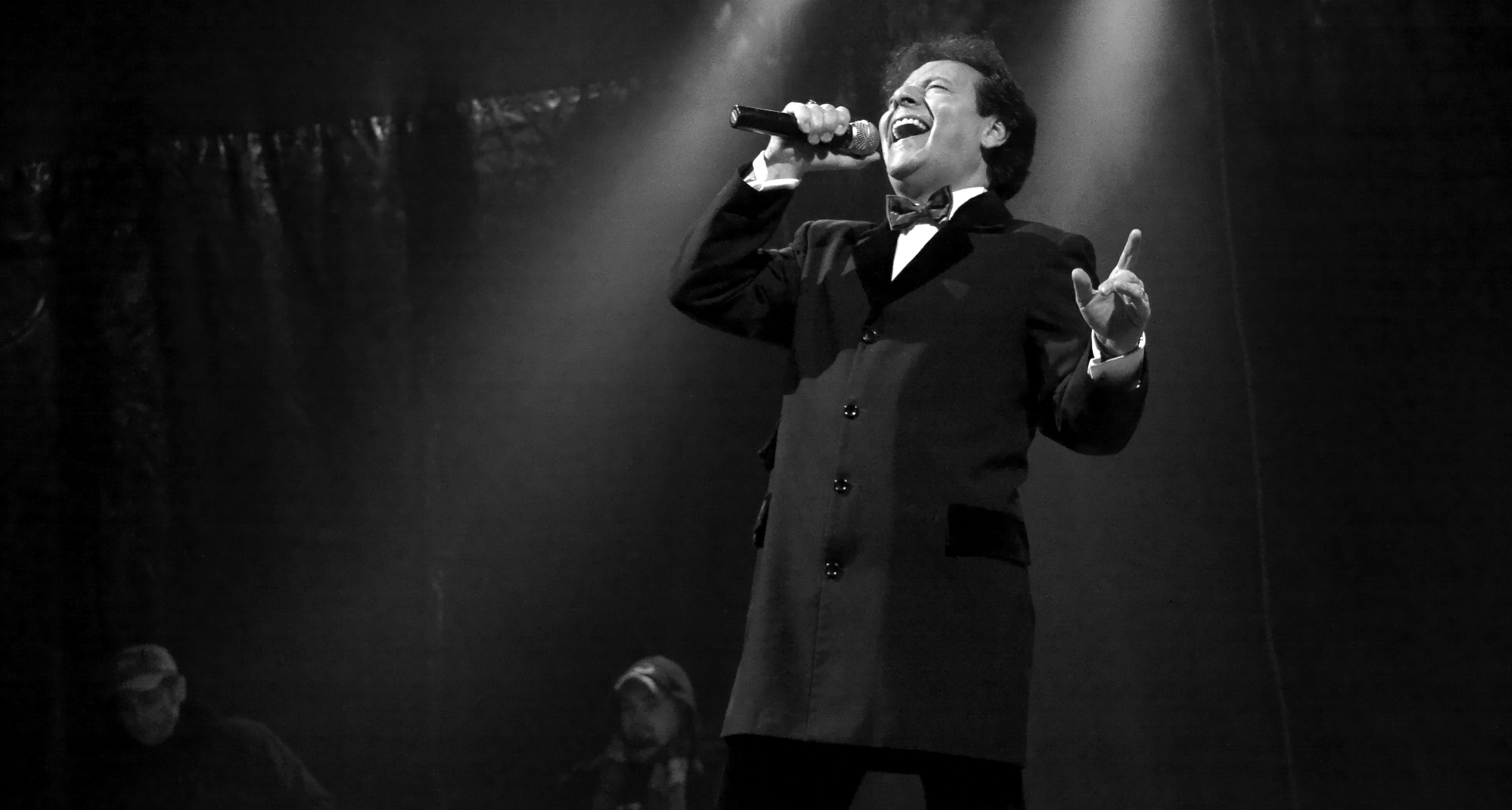
Francesco Napoli (* 1962)

- Napoli, Gennaro (1881–1943), italienischer Komponist
- Napoli, Jacopo (1911–1994), italienischer Komponist und Musikpädagoge
- Napoli, Luciano Di (* 1954), französischer Pianist und Dirigent
- Napoli, Marc di (* 1953), französischer Schauspieler und Maler
- Napoli, Mario (1915–1976), italienischer Klassischer Archäologe
- Napoli, Nicolò (* 1962), italienischer Fußballspieler und -trainer
- Napoli, Paolo de, italienischer Gesangslehrer und Vocalcoach
- Napoli, Silvio (1902–1961), italienischer General
- Napoli, Tommaso Maria (1659–1725), italienischer Architekt
- Napoli, Vito (1931–2004), italienischer Politiker, Mitglied der Camera dei deputati, MdEP
- Napolioni, Antonio (* 1957), italienischer Geistlicher, Bischof von Cremona
- Napolitano, Andrew (* 1950), US-amerikanischer Jurist
- Napolitano, Daniele (* 2003), italienischer Bahnradsportler
- Napolitano, Danilo (* 1981), italienischer Radrennfahrer
- Napolitano, Dominick (1930–1981), US-amerikanischer GangsterDominick Napolitano (1930–1981)

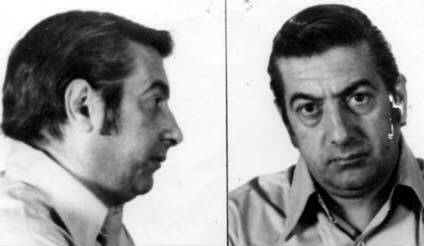
Dominick Napolitano (1930–1981)

- Napolitano, Gian Gaspare (1907–1966), italienischer Journalist, Schriftsteller und Drehbuchautor
- Napolitano, Giorgio (1925–2023), italienischer Politiker, MdEP und Staatspräsident
- Napolitano, Grace (* 1936), US-amerikanische Politikerin der Demokratischen Partei
- Napolitano, Janet (* 1957), US-amerikanische Politikerin
- Napolitano, Joe (1948–2016), US-amerikanischer Fernsehregisseur
- Napolitano, Johnette (* 1957), US-amerikanische Rocksängerin, Bassistin und Songwriter
- Napolitano, Luca (* 1986), italienischer Popsänger
- Napolitano, Michael A. (1908–2000), US-amerikanischer Geschäftsmann und Politiker
- Napolitano, Rob (* 1994), puerto-ricanisch-US-amerikanischer Leichtathlet
- Napolitano, Stefano (* 1995), italienischer Tennisspieler
- Napolitano, Valentina (* 2004), argentinische Sprinterin
- Napotnik, Mihael (1850–1922), Bischof von Lavant

### Napp
- Napp, Carl (1890–1957), deutscher Humorist, Kabarettist und SchauspielerCarl Napp (1890–1957)

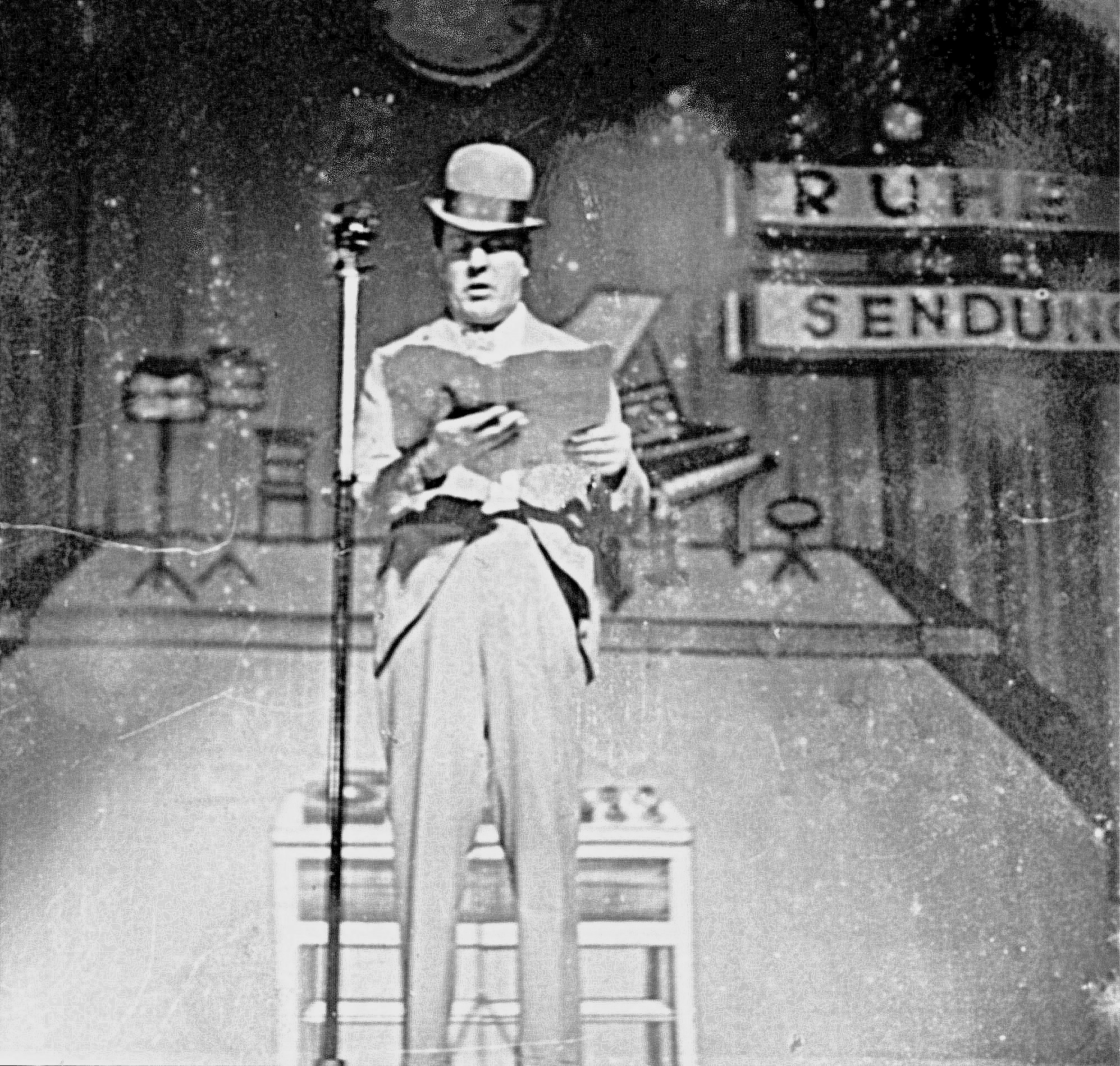
Carl Napp (1890–1957)

- Napp, Cyrill (1792–1867), österreichischer Augustinereremit und Abt
- Napp, Daniel (* 1974), deutscher Kinderbuchautor und Illustrator
- Napp, Eduard (1804–1882), deutscher Pädagoge, 1848/49 Mitglied der Mecklenburgischen Abgeordnetenversammlung und ging dann als Forty-Eighter in die USA ins Exil
- Napp, Herbert (* 1946), deutscher Rechtsanwalt und Bürgermeister von Neuss am Rhein
- Napp-Zinn, Anton Felix (1899–1965), deutscher Verkehrswissenschaftler
- Napp-Zinn, Christoph (* 1955), deutscher Künstler, Grafiker und Designpädagoge
- Nappa, Emilio (* 1972), italienischer römisch-katholischer Geistlicher und Kurienerzbischof
- Nappe, Hermann (1875–1943), deutscher NSDAP-Funktionär, Bürgermeister von Itzehoe
- Nappelbaum, Moses Solomonowitsch (1869–1958), russischer Fotograf
- Napper, Kenny (* 1933), britischer Jazzmusiker (Bass, Arrangement)
- Napper, Lane (* 1967), US-amerikanischer Schauspieler
- Napper, Larry C. (* 1947), US-amerikanischer Botschafter
- Nappi, Chiara, italienisch-US-amerikanische theoretische Physikerin
- Nappi, Piero (* 1955), italienischer Autorennfahrer
- Nappi, Valentina (* 1990), italienische PornodarstellerinValentina Nappi (* 1990)

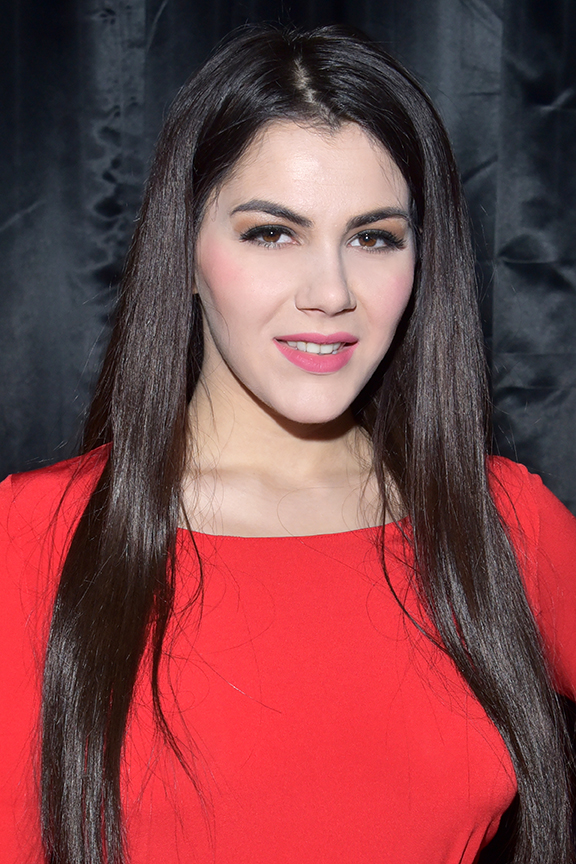
Valentina Nappi (* 1990)

### Napr
- Nápravník, Eduard (1839–1916), russischer Komponist und Dirigent tschechischer Herkunft
- Napravnik, Julian (* 1997), deutscher Eishockeyspieler
- Nápravník, Milan (1931–2017), tschechischer Lyriker, Dramatiker, Hörspielautor, Essayist, Maler, Photograph, Assemblage- und Inversagekünstler
- Napravnik, Rosie (* 1988), US-amerikanische Jockey im Galoppsport
- Náprstek, Vojtěch (1826–1894), tschechischer Philanthrop, Ethnologe, Buchhändler, Gründer eines Museums
- Naprushkina, Marina (* 1981), belarussische Künstlerin und Aktivistin

### Naps
- Naps (* 1991), französischer Rapper